# 南州 (宋朝)
南州，中国北宋时设置的羁縻州。
北宋设置南州，为羁縻州，为戎州所领诸羁縻州之一。治所在戎州（今四川省宜宾市）西五百三十五里。从盈州分出南州，下辖播政县、百荣县、洪卢县，之后废除南州。